# Jim Holtje
Jim Holtje (ur. w Nowym Jorku) – amerykański pisarz, biznesmen, adiunkt.
Jim Holtje w 2011 roku uzyskał tytuł magistra ekonomii międzynarodowej na Uniwersytecie Columbia, a tytuł licencjata z nauk politycznych na New York University.
Od lat zajmuje się dziedziną public relations. Obecnie pracuje jako dyrektor spraw publicznych i przemówień w międzynarodowej korporacji The McGraw-Hill Companies, z siedzibą w Nowym Jorku. Pracuje również jako adiunkt w New York University, gdzie naucza pisania i redagowania tekstów dla mediów i Etyki. Specjalizuje się w zakresie działań Public Relations, marketingu i brandingu. Jego zasadą jest opracowywanie planów w rzeczywistym świecie i branie pod uwagę teraźniejszej i przeszłej pracy, a także oparcie na konkretnych przypadkach. Współpracował z wielkimi firmami takimi jak MasterCard, gdzie  opracowywał plany komunikacyjne, które nadal budują świadomość i renomę marki. Biegle posługuje się pięcioma językami: angielskim (ojczysty), niemieckim, hiszpańskim, włoskim i francuskim, obecnie uczy się również języka mandaryńskiego.
Holtje jest autorem sześciu książek, w tym „The Power of Storytelling” dla Penguin / Prentice-Hall, w Polsce wydanej przez wydawnictwo AudioBiznes pod tytułem „Potęga opowieści”

## Publikacje
- Podział stanowisk: czy Organizacja Narodów Zjednoczonych ma rację bytu?, wyd. Turner Publishing, Atlanta 1995 (Divided It Stands: Can the United Nations Work?).
- 201 sposobów, by zagospodarwać swój czas lepiej, wydw. McGraw-Hill, Nowy Jork 1997 (201 Ways to Manage Yout Time Better).
- 201 sposobów na radzenie sobie z trudnymi ludźmi, wyd McGraw-Hiil, Nowy Jork 1977 (201 Ways to Deal with Difficult People).
- 201 sposobów by powiedzieć nie grzecznie i skutecznie, wyd McGraw-Hill, Nowy Jork 1997, (201 Ways to Say No Gracefully and Effectively).
- Życiowy poradnik managerów: Język Władzy, wyd. Prentice- Hall, Nowy Jork 1997, (Manager's Lifetime Guide to the Language of Power).
- Potęga opowieści.Jak zachwycić, zmotywować i zmienić każdą biznesową publicznośćdzięki opowieściom wybitnych dyrektorów generalnych, wyd. Penguin/ Prentice-Hall, Nowy Jork 2011, (The Power of Storytelling. Captive, Convince, or Convert Any Business Audience Using Stories form Top CEOs).

## Audiobooki
- Potęga opowieści.Jak zachwycić, zmotywować i zmienić każdą biznesową publicznośćdzięki opowieściom wybitnych dyrektorów generalnych, Jim Holtje (2012), czyta: Agnieszka Judycka